# 1966-os Formula–1 világbajnokság
Az 1966-os Formula–1-es szezon volt a 17. FIA Formula–1 világbajnoki szezon. 1966. május 22-étől október 23-áig tartott. Ebben a szezonban mutatkozott be az új 3 literes formula, amelynek értelmében a motorok maximális hengerűrtartalma a tavalyi 1,5 literről a duplájára emelkedett. Az évad Jack Brabham sikerét hozta, aki a Formula–1 történetében egyetlen alkalommal lett világbajnok saját csapattal, a Brabhammel. A brit csapatok a Climax kilépése után más motorokkal indultak (Repco, Cosworth, Weslake, BRM). Bruce McLaren (McLaren) és Dan Gurney (Eagle) saját csapatot alapítottak. A BRM és a Lotus a szezon nagy részében 2 literes motorokat használt, a BRM H16-os motorja sikertelennek bizonyult, Clark Watkins Glenben aratott győzelme ellenére. Új szabályt vezettek be, amelynek értelmében nem klasszifikálják azon versenyzőket, akik nem teljesítették a versenytáv 90%-át.

## A szezon menete

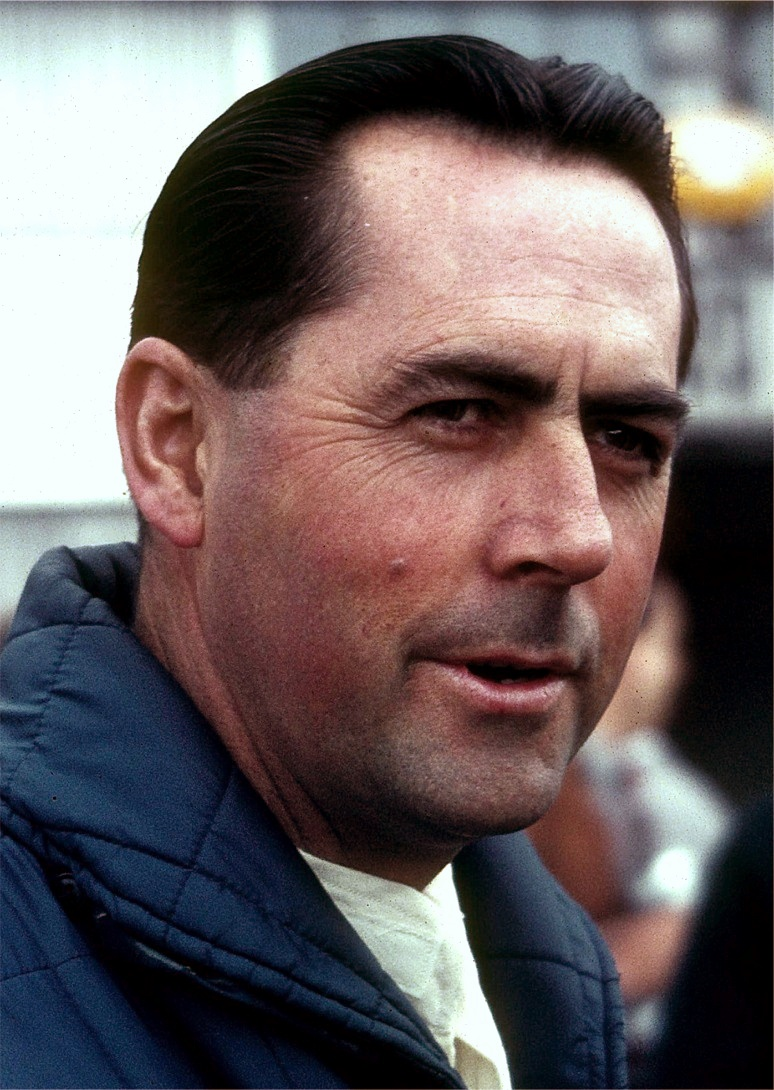
Jack Brabham az 1966-os német nagydíjon

Az élcsapatoknál nem történt jelentősebb versenyzőváltozás 1965-höz képest. Bruce McLaren elhagyta a Coopert, és Gurneyhez hasonlóan saját csapatot alapított. A Lotusnál Peter Arundell lett Clark csapattársa.
A szezonnyitó monacói nagydíjon Clark szerezte meg a pole-t az 1965-ös Lotus-Climaxszal Surtees, Stewart és Hill előtt. Clark váltóhibával küszködött, ezért hátraesett a mezőnyben. A vezető Surtees a 15. körben differenciálműve meghibásodása után kiállt. Később Hulme és Brabham is kiesett, majd Rindt motorhibája után Clark már a negyedik volt, de a 60. körben felfüggesztési hiba miatt ő is kiállni kényszerült. Hill győzelmi esélyei megcsúszásával elszálltak, és harmadik lett. Jackie Stewart nyerte a futamot 40 másodperccel Lorenzo Bandini előtt. Bob Bondurant negyedik lett egy privát BRM-mel, 5 kör hátrányban.
A belga nagydíjon a pole-t Surtees szerezte meg a V12-es Ferrari 312-vel Rindt, Stewart, Brabham és Bandini előtt. Az első kör közepén hevesen elkezdett esni, aminek következtében a fél mezőny kiesett, beleértve Bonniert, Spence-t, Siffertet és Hulme-ot. Rindtnek ezután hatalmas megpördülése volt a Masta Kink kanyarban, de nem ütközött semminek, és folytatni tudta a versenyt. Stewart, Hill és Bondurant szintén elvesztette uralmát itt. Bondurant kisebb sérülésekkel megúszta, Hill autója sértetlen maradt, de megállt és segíteni próbált Stewartnak, aki megcsúszott és felborult BRM-jével, amelyből szivárgott az üzemanyag. Egy kis szikra is hatalmas tragédiát okozhatott volna. Stewartot előbb kimentették az autóból, mielőtt az lángra lobbant volna. Ennek ellenére Stewart kénytelen volt kihagyni a következő versenyt. Az első kör után hét autó maradt versenyben, a futam elején harc volt az első helyért, amelyet Rindt szerzett meg, de később lelassult, majd a 24. körben Surtees visszavette a vezetést, és végül nagy előnnyel győzött Rindt, Bandini, Brabham és Ginther előtt.

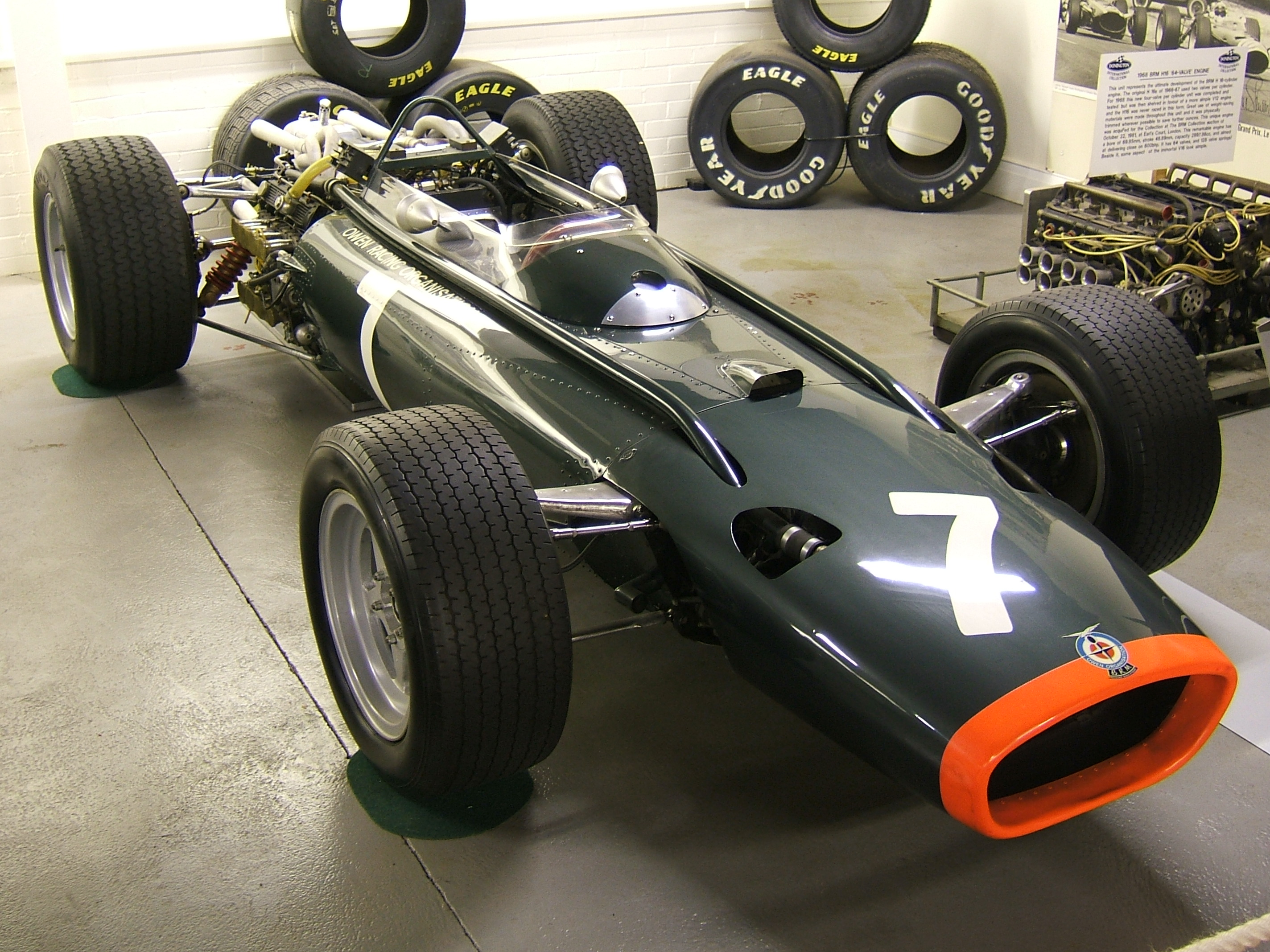
A BRM P83-as

A francia nagydíjon Surtees már a Cooper csapattal állt rajthoz, miután kapcsolata megromlott a Ferrari csapatvezetőjével, Eugenio Dragonival. Az időmérő edzésen Jim Clark egy madárral ütközött, emiatt megsérült a szeme, és nem tudott részt venni a versenyen. A Lotus Pedro Rodríguezt ültette be a skót helyére. Az időmérést a világbajnokságot vezető Bandini nyerte a cooperes Surtees és az ő helyére beültetett ferraris Mike Parkes előtt. A rajt után Surtees vette át a vezetést, de az üzemanyagpumpa meghibásodása miatt az 5. körben kiesett. Ezután Bandini vezetett Brabham és Parkes előtt. Bandini folyamatosan növelte előnyét, de a 32. körben technikai probléma miatt lelassult, így Jack Brabham megszerezte a Repco motor első győzelmét. Parkes második lett debütáló versenyén, míg a dobogó legalsó fokára Denny Hulme állhatott fel.
Brands Hatchben a Ferrari az olaszországi nehézipari dolgozók sztrájkja miatt nem tudott részt venni. A két Brabham indult az első két helyről Gurney Eagle-Climaxa előtt. A verseny előtt esett, de a rajtnál már száradóban volt a pálya. A mezőny nagy része normál gumival, a két Cooper, Rindt és Surtees azonban esőgumival indult. A rajt után Jack Brabham állt az élre Rindt és Surtees előtt, azonban ahogy száradt a pálya, Hill és Clark is elkezdte támadni őket. Amint a két Cooper egyre lassult, Hulme is csatlakozott az üldözőkhöz, majd a 40. körben feljött a 2. helyre. Clark technikai problémák miatt kiállni kényszerült a boxba, de visszaállása után az utolsó körökben utolérte Surteest és Rindtet is. A skót végül negyedik lett Brabham, Hulme és Hill mögött. Gurney a 10. körben motorhibával esett ki.

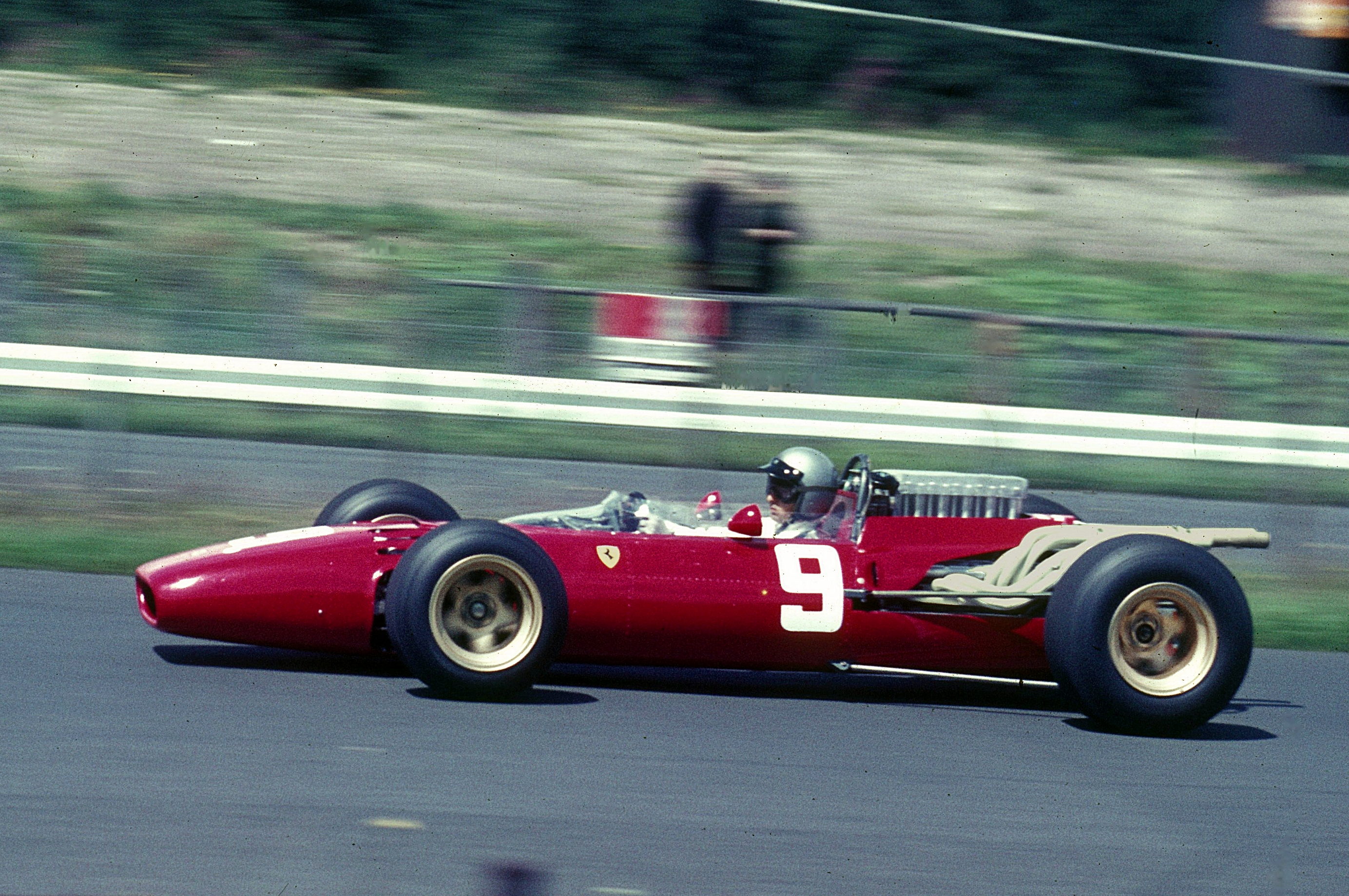
Lorenzo Bandini a Ferrari 312-vel

Zandvoortban ismét a két Brabhamé lett az első két rajthely Clark és Gurney előtt. Bruce McLaren nem tudott elindulni a versenyen, mert V8-as Serenissima motorja elromlott. Clark a rajtnál a második helyre jött fel, Hulme viszont közel maradt hozzá, míg az új-zélandinak gyújtásprobléma miatt kiállnia nem kellett. Brabhamet a 27. körben a lekörözendőkhöz érve feltartották, így Clark állt az élre és előnyét folyamatosan mindaddig növelte, míg motorproblémája nem adódott. Brabham a 76. körben így ismét az élre állt, és mindenkit lekörözve győzött Hill és a harmadik helyre visszaeső Clark előtt.
A Nürburgringen Clarké lett a pole Surtees és Stewart előtt. Az esős verseny első körében John Taylor privát Brabhamjével ütközött Jacky Ickx Matrájával. Mindkét autó kicsúszott, Taylor autója lángba borult, a versenyző egy hónappal később belehalt égési sérüléseibe egy koblenzi kórházban. Az első kör végén Brabham vezetett Surtees, Rindt és Bandini előtt. Clark és Stewart is jelentősen visszaesett a rajtnál. Hulme gyorsan jött fel a 15. helyről, de gyújtáshiba miatt kiállni kényszerült. Clark a 13. körben vezetői hiba miatt kiesett. A futam végéig megmaradt az első három sorrendje: Brabham nyert Surtees és Rindt előtt. A negyedik Gurneyt az utolsó körben motorprobléma hátráltatta, Hill, Stewart és Bandini is megelőzte.
Monzában a ferraris Parkes és Scarfiotti indult az élről Clark és Surtees előtt. Az első kör végén Bandini vezetett, Scarfiotti a hetedik, Clark a tizedik helyre esett vissza. Bandini a 2. körben üzemanyagcsöve meghibásodása miatt a boxba hajtott, ekkor Parkes vette át a vezetést, de Surtees megelőzte, majd ezután Brabham vezetett, amíg olajszivárgás miatt ki nem állt. Scarfiotti eközben egyre előrébb küzdötte magát, majd átvette a vezetést. A 17. körben Richie Ginther Hondájával a Curva Grandében kicsúszott, és a pályát övező fáknak ütközött. Az amerikai meglepő módon sértetlen maradt, de új autója tönkrement. A 32. körben Surtees a boxba hajtott, majd kiesett üzemanyagszivárgás miatt. Ő volt az egyetlen versenyző, aki ekkor még világbajnok lehetett volna Jack Brabham mellett (aki szintén kiesett), így az ausztrál bebiztosította egyéni címét. A versenyt Scarfiotti nyerte 6 másodperccel a második helyért szoros küzdelmet vívó Parkes és Hulme előtt. Rindt negyedik lett körhátrányban.

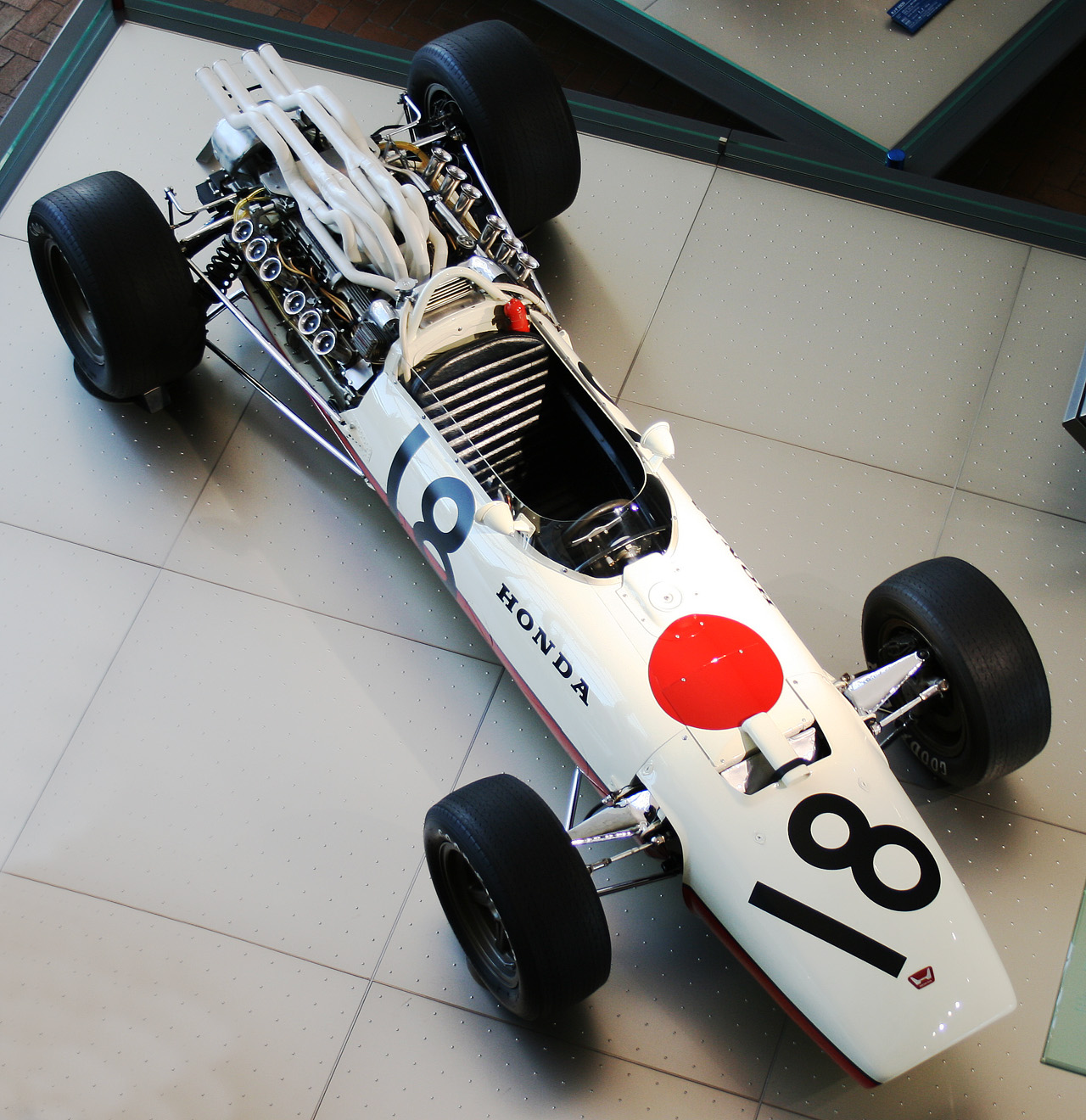
Honda RA273-as

Az Egyesült Államokban a már háromszoros világbajnok Brabham indult az élről, Clark és Bandini előtt. A rajt után Bandini állt az élre, Ginther a nyolcadik rajtkockából a harmadik helyre lépett fel. Clark az első pozícióért folyó harcban a negyedik helyre esett vissza. Amikor 17. körben az élen állók Peter Arundell Lotusát körözték le, Surtees megcsúszott a lassabb lekörözendő autóval együtt. Surtees boxkiállása után a tizenharmadik helyre tért vissza. Bandini motorhiba miatt a 35. körben kiesett, ezután Brabham vezette a futamot Cark előtt, miközben előnyét egyre növelte. Az 56. körben azonban az ausztrál is motorhiba miatt kiállni kényszerült, így (végérvényesen) Clark állt az élre 30 másodperccel Rindt Cooper-Maseratija előtt. Rindt üzemanyaga az utolsó körben elfogyott, de így is a 2. helyen rangsorolták, míg Surtees a harmadik helyre jött fel megcsúszása és boxkiállása után. Clark saját maga és a H16-os BRM-motor egyetlen győzelmét szerezte a szezonban.
Az utolsó nagydíjon, Mexikóvárosban Surteesé lett a pole Clark és Ginther előtt. Ginther a rajt után átvette a vezetést, ahogy az előző évi mexikói nagydíjon is tette. Az amerikait Rindt, Brabham, Hulme, Surtees és Clark követte. A 2. körben visszaesett Rindt, Surtees és Hulme mögé, míg Brabhamé lett a vezetés. Surtees megelőzte Rindtet, majd a vezető Brabhamet kezdte üldözni, egy kör múlva már a élen autózott és dominálva megnyerte a versenyt. Rindt a 32. körben felfüggesztési hiba miatt a harmadik helyről kiesett. Pozícióját a mexikói Pedro Rodríguez örökölte, aki a 49. körben váltóhiba miatt feladni kényszerült a futamot. Ekkor Gintheré lett a harmadik pozíció, de Hulme az utolsó előtti körben megelőzte.
Az egyéni világbajnokság élén Brabham, Surtees, Rindt, Hulme, Hill, Clark és Stewart zárt. A konstruktőri világbajnokságot a Brabham nyerte a Ferrari és a Cooper előtt.

## Futamok
| #   | Futam            | Időpont       | Helyszín           | Pályarajz | Győztes versenyző   | Konstruktőr     | Összefoglaló |
| --- | ---------------- | ------------- | ------------------ | --------- | ------------------- | --------------- | ------------ |
| 142 | monacói nagydíj  | Május 22.     | Monaco             |           | Jackie Stewart      | BRM             | Összefoglaló |
| 143 | belga nagydíj    | Június 12.    | Spa-Francorchamps  |           | John Surtees        | Ferrari         | Összefoglaló |
| 144 | francia nagydíj  | Július 3.     | Reims-Gueux        |           | Jack Brabham        | Brabham-Repco   | Összefoglaló |
| 145 | brit nagydíj     | Július 16.    | Brands Hatch       |           | Jack Brabham        | Brabham-Repco   | Összefoglaló |
| 146 | holland nagydíj  | Július 24.    | Zandvoort          |           | Jack Brabham        | Brabham-Repco   | Összefoglaló |
| 147 | német nagydíj    | Augusztus 7.  | Nürburgring        |           | Jack Brabham        | Brabham-Repco   | Összefoglaló |
| 148 | olasz nagydíj    | Szeptember 4. | Monza              |           | Ludovico Scarfiotti | Ferrari         | Összefoglaló |
| 149 | amerikai nagydíj | Október 2.    | Watkins Glen       |           | Jim Clark           | Lotus-BRM       | Összefoglaló |
| 150 | mexikói nagydíj  | Október 23.   | Hermanos Rodríguez |           | John Surtees        | Cooper-Maserati | Összefoglaló |

## Bajnokság végeredménye

### Versenyzők
Pontozás:
| Helyezés | 1. | 2. | 3. | 4. | 5. | 6. | 7.-20. |
| -------- | -- | -- | -- | -- | -- | -- | ------ |
| Pont     | 9  | 6  | 4  | 3  | 2  | 1  | 0      |

(Táblázat értelmezése)

(Félkövér: pole-pozícióból indult; dőlt: leggyorsabb kört futott) 

| Helyezés | Versenyző           | MON | BEL | FRA | GBR | NED | GER | ITA | USA | MEX | Pontszám |
| -------- | ------------------- | --- | --- | --- | --- | --- | --- | --- | --- | --- | -------- |
| 1        | Jack Brabham        | Ki  | 4   | 1   | 1   | 1   | 1   | Ki  | Ki  | 2   | 42 (45)  |
| 2        | John Surtees        | Ki  | 1   | Ki  | Ki  | Ki  | 2   | Ki  | 3   | 1   | 28       |
| 3        | Jochen Rindt        | Ki  | 2   | 4   | 5   | Ki  | 3   | 4   | 2   | Ki  | 22 (24)  |
| 4        | Denny Hulme         | Ki  | Ki  | 3   | 2   | Ki  | Ki  | 3   | Ki  | 3   | 18       |
| 5        | Graham Hill         | 3   | Ki  | Ki  | 3   | 2   | 4   | Ki  | Ki  | Ki  | 17       |
| 6        | Jim Clark           | Ki  | Ki  | NI  | 4   | 3   | Ki  | Ki  | 1   | Ki  | 16       |
| 7        | Jackie Stewart      | 1   | Ki  |     | Ki  | 4   | 5   | Ki  | Ki  | Ki  | 14       |
| 8        | Mike Parkes         |     |     | 2   |     | Ki  | Ki  | 2   |     |     | 12       |
| 9        | Lorenzo Bandini     | 2   | 3   | HN  |     | 6   | 6   | Ki  | Ki  |     | 12       |
| 10       | Ludovico Scarfiotti |     |     |     |     |     | Ki  | 1   |     |     | 9        |
| 11       | Richie Ginther      | Ki  | 5   |     |     |     |     | Ki  | HN  | 4   | 5        |
| 12       | Dan Gurney          |     | HN  | 5   | Ki  | Ki  | 7   | Ki  | Ki  | 5   | 4        |
| 13       | Mike Spence         | Ki  | Ki  | Ki  | Ki  | 5   | Ki  | 5   | Ki  | NI  | 4        |
| 14       | Bob Bondurant       | 4   | Ki  |     | 9   |     | Ki  | 7   | Kiz | Ki  | 3        |
| 15       | Jo Siffert          | Ki  | Ki  | Ki  | HN  | Ki  |     | Ki  | 4   | Ki  | 3        |
| 16       | Bruce McLaren       | Ki  | NI  |     | 6   | NI  |     |     | 5   | Ki  | 3        |
| 17       | Peter Arundell      |     | NI  | Ki  | Ki  | Ki  | 8   | 8   | 6   | 7   | 1        |
| 18       | Jo Bonnier          | HN  | Ki  | HN  | Ki  | 7   | Ki  | Ki  | HN  | 6   | 1        |
| 19       | Bob Anderson        | Ki  |     | 7   | HN  | Ki  | Ki  | 6   |     |     | 1        |
| 20       | John Taylor         |     |     | 6   | 8   | 8   | Ki  |     |     |     | 1        |
| 21       | Chris Irwin         |     |     |     | 7   |     |     |     |     |     | 0        |
| 22       | Ronnie Bucknum      |     |     |     |     |     |     |     | Ki  | 8   | 0        |
| 23       | Chris Amon          |     |     | 8   |     |     |     | NK  |     |     | 0        |
| 24       | Guy Ligier          | HN  | HN  | HN  | 10  | 9   | NI  |     |     |     | 0        |
| 25       | Geki                |     |     |     |     |     |     | 9   |     |     | 0        |
| 26       | Chris Lawrence      |     |     |     | 11  |     | Ki  |     |     |     | 0        |
| —        | Giancarlo Baghetti  |     |     |     |     |     |     | HN  |     |     | 0        |
| —        | Pedro Rodríguez     |     |     | Ki  |     |     |     |     | Ki  | Ki  | 0        |
| —        | Innes Ireland       |     |     |     |     |     |     |     | Ki  | Ki  | 0        |
| —        | Trevor Taylor       |     |     |     | Ki  |     |     |     |     |     | 0        |
| —        | Moises Solana       |     |     |     |     |     |     |     |     | Ki  | 0        |
| —        | Phil Hill           |     |     |     |     |     |     | NK  |     |     | 0        |
| Helyezés | Versenyző           | MON | BEL | FRA | GBR | NED | GER | ITA | USA | MEX | Pontszám |

### Konstruktőrök
| Helyezés | Konstruktőr         | Gumi | Győzelmek | Dobogó | Első rh. | Leggy. kör | Pont    |
| -------- | ------------------- | ---- | --------- | ------ | -------- | ---------- | ------- |
| 1        | Brabham-Repco       | G    | 4         | 9      | 3        | 2          | 42 (49) |
| 2        | Ferrari             | F    | 2         | 6      | 4        | 3          | 31 (32) |
| 3        | Cooper-Maserati     | D    | 1         | 6      | 1        | 2          | 30 (35) |
| 4        | BRM                 | F D  | 1         | 4      | 0        | 0          | 22      |
| 5        | Lotus-BRM           | F D  | 1         | 1      | 0        | 0          | 13      |
| 6        | Lotus-Climax        | F    | 0         | 1      | 1        | 1          | 8       |
| 7        | Eagle-Climax        | G    | 0         | 0      | 0        | 0          | 4       |
| 8        | Honda               | G    | 0         | 0      | 0        | 1          | 3       |
| 9        | McLaren-Ford        | F    | 0         | 0      | 0        | 0          | 2       |
| 10       | Brabham-Climax      | D    | 0         | 0      | 0        | 0          | 1       |
| 11       | McLaren-Serenissima | D    | 0         | 0      | 0        | 0          | 1       |
| 12       | Brabham-BRM         | G    | 0         | 0      | 0        | 0          | 1       |
| -        | Eagle-Weslake       | F    | 0         | 0      | 0        | 0          | 0       |
| -        | Shannon-Climax      | D    | 0         | 0      | 0        | 0          | 0       |
| -        | Cooper-Ferrari      | D    | 0         | 0      | 0        | 0          | 0       |